# Tivyna petrunkevitchi
Espèce
Synonymes
- Dictyna petrunkevitchi Gertsch & Mulaik, 1940

Tivyna petrunkevitchi est une espèce d'araignées aranéomorphes de la famille des Dictynidae.

## Distribution
Cette espèce est endémique du Texas aux États-Unis,. Elle se rencontre dans le comté de Zapata.

## Description
La femelle holotype mesure 2,00 mm.

## Étymologie
Cette espèce est nommée en l'honneur d'Alexander Ivanovitch Petrunkevitch.

## Publication originale
- Gertsch & Mulaik, 1940 : The spiders of Texas. I. Bulletin of the American Museum of Natural History, no 77, p. 307-340 (texte intégral).